# Pneu com correntes

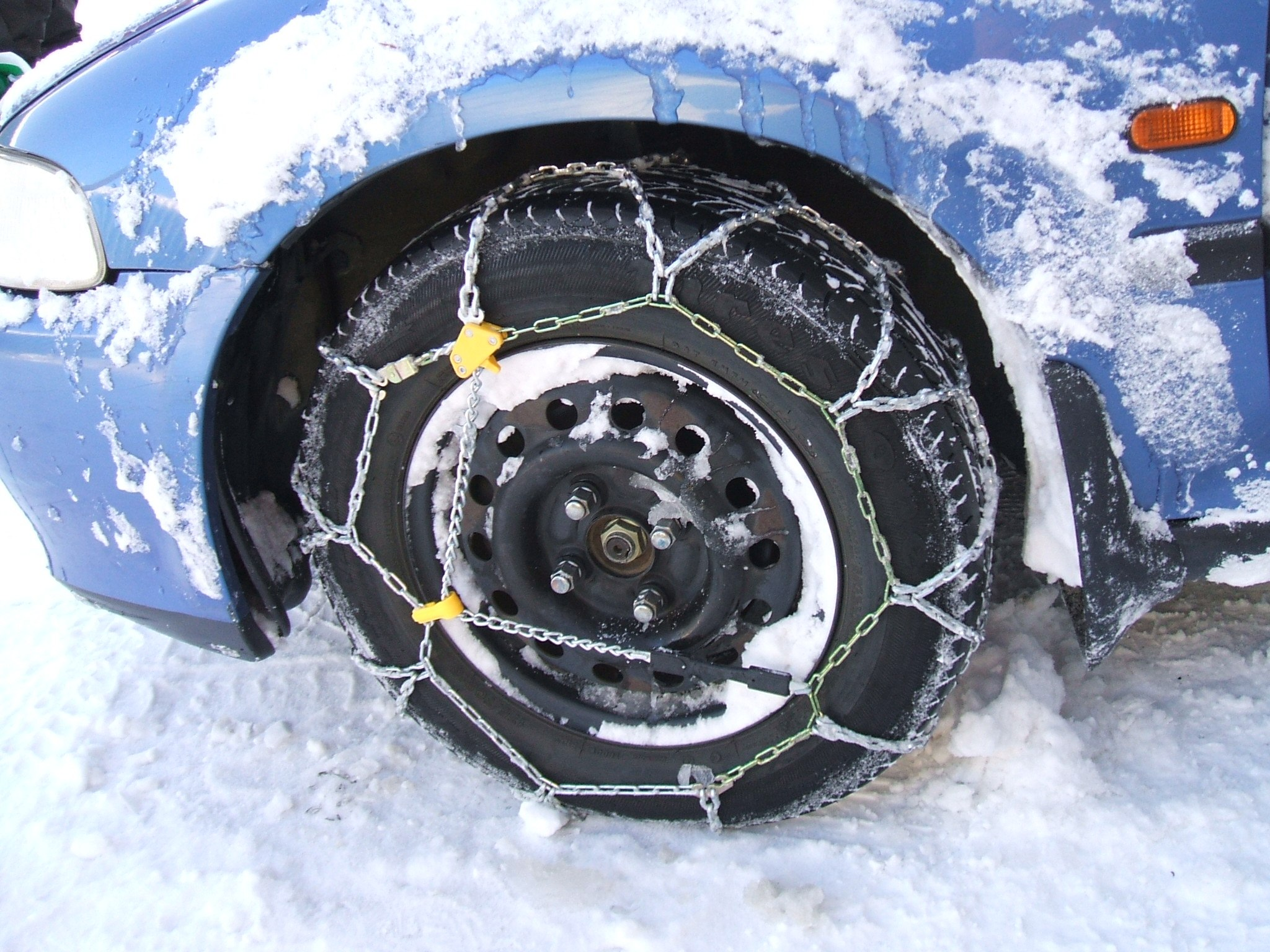
Pneus equipados com correntes em um Honda Civic.

Pneu com correntes é uma técnica e um sistema de segurança utilizada em locais com neve e gelo, onde o objetivo principal é evitar derrapadas e perda de tração pelos pneus.

## Descrição
A técnica consiste em equipar os pneus com correntes, pode ser utilizado em diversos tipos e tamanhos de automóveis, de tratores a quadriciclos.
A corrente propicia ao veículo estabilidade e boa tração, porém somente é eficaz se o terreno tiver neve ou gelo, e a velocidade média do veículo é reduzida em cerca de 20%, propiciando, com segurança, uma velocidade máxima de aproximadamente 50 km/h (30 mph).

## Fabricação
Geralmente são fabricadas com ferro e aço, em alguns casos, são utilizados materiais como kevlar (somente para neve). Algumas empresas fabricam as corrente com as medidas exatas para cada tipo de pneus, mas suas origens deram-se de forma doméstica até atingirem aceitação a ponto de ser fabricada em escala.

Forma incorreta de utilização.

Forma correta de utilização.

|  |  |